# Kölsch-Büllesbach
Kölsch-Büllesbach ist ein Gemeindeteil der Ortsgemeinde Buchholz (Westerwald) im rheinland-pfälzischen Landkreis Neuwied. Der Ort gehört der Verbandsgemeinde Asbach an und war bis zum 16. März 1974 ein Ortsteil der bis dahin eigenständigen Gemeinde Krautscheid. Im Jahr 2012 hatte Kölsch-Büllesbach 215 Einwohner.

## Lage
Kölsch-Büllesbach liegt im Niederwesterwald, rund 700 Meter südlich und einen Kilometer östlich der Grenze zu Nordrhein-Westfalen. Der Gemeindehauptort Buchholz liegt drei Kilometer südlich und die Stadt Hennef (Sieg) zehn Kilometer nordwestlich von Kölsch-Büllesbach. Umliegende Ortschaften sind die in Nordrhein-Westfalen liegenden Dörfer Wasserheß im Norden und Stotterheck im Nordosten, Jungeroth im Südosten, Krautscheid im Süden, Wertenbruch im Südwesten, Priestersberg im Westen und das wieder in Nordrhein-Westfalen gelegene Uckerath im Nordwesten. Zusammen mit dem Nachbarort Jungeroth bildet Kölsch-Büllesbach eine zusammenhängende Siedlungsfläche.
Kölsch-Büllesbach liegt an der Landesstraße 275 zwischen der Landesgrenze und Buchholz und an der Kreisstraße 57 nach Mendt. Die Landesstraße 275 bindet Kölsch-Büllesbach an die Bundesstraße 8 an, die einen Kilometer nördlich des Ortes liegt. Nördlich von Kölsch-Büllesbach bildet der Scheußbach die Grenze zwischen Rheinland-Pfalz und Nordrhein-Westfalen.

## Geschichte
Unter dem Namen Büllesbach gehörte der Ort zu einem Gebiet, das bis ins 19. Jahrhundert Teil des Kurfürstentums Köln war. Im Jahr 1803 wurde das Dorf aufgrund des Reichsdeputationshauptschlusses dem Fürsten zu Wied-Runkel zugesprochen. Dort blieb Kölsch-Büllesbach jedoch nur drei Jahre, nach der Errichtung des Rheinbundes ging das Gebiet an das Herzogtum Nassau. Hier war Büllesbach der Honnschaft Krautscheid im Kirchspiel Asbach (Westerwald) zugeordnet, die vom Amt Altenwied verwaltet wurde. Nach den Beschlüssen vom Wiener Kongress im Jahr 1815 wurde das Gebiet an Preußen abgetreten. Hier gehörte Büllesbach zum Standesherrlichen Kreis Neuwied.
Im Jahr 1817 schloss sich die Honnschaft Krautscheid der Bürgermeisterei Asbach im Regierungsbezirk Koblenz der Provinz Großherzogtum Niederrhein an. Die Provinz Großherzogtum Niederrhein und die Provinz Jülich-Kleve-Berg schlossen sich 1822 zur Rheinprovinz zusammen. 1835 erhob das Erzbistum Köln Buchholz zur eigenständigen Pfarre und Büllesbach wechselte neben anderen Ortschaften von Asbach zum neuen Pfarrbezirk Buchholz. Der Standesherrliche Kreis wurde 1848 vollständig in den Kreis Neuwied eingegliedert. Bei der Volkszählung vom 1. Dezember 1871 gab es in Büllesbach 24 Wohngebäude, der Ort hatte zu diesem Zeitpunkt 104 Einwohner. Die Volkszählung 1885 ergab für den Wohnplatz Büllesbach 105 Einwohner und 27 Wohngebäude.

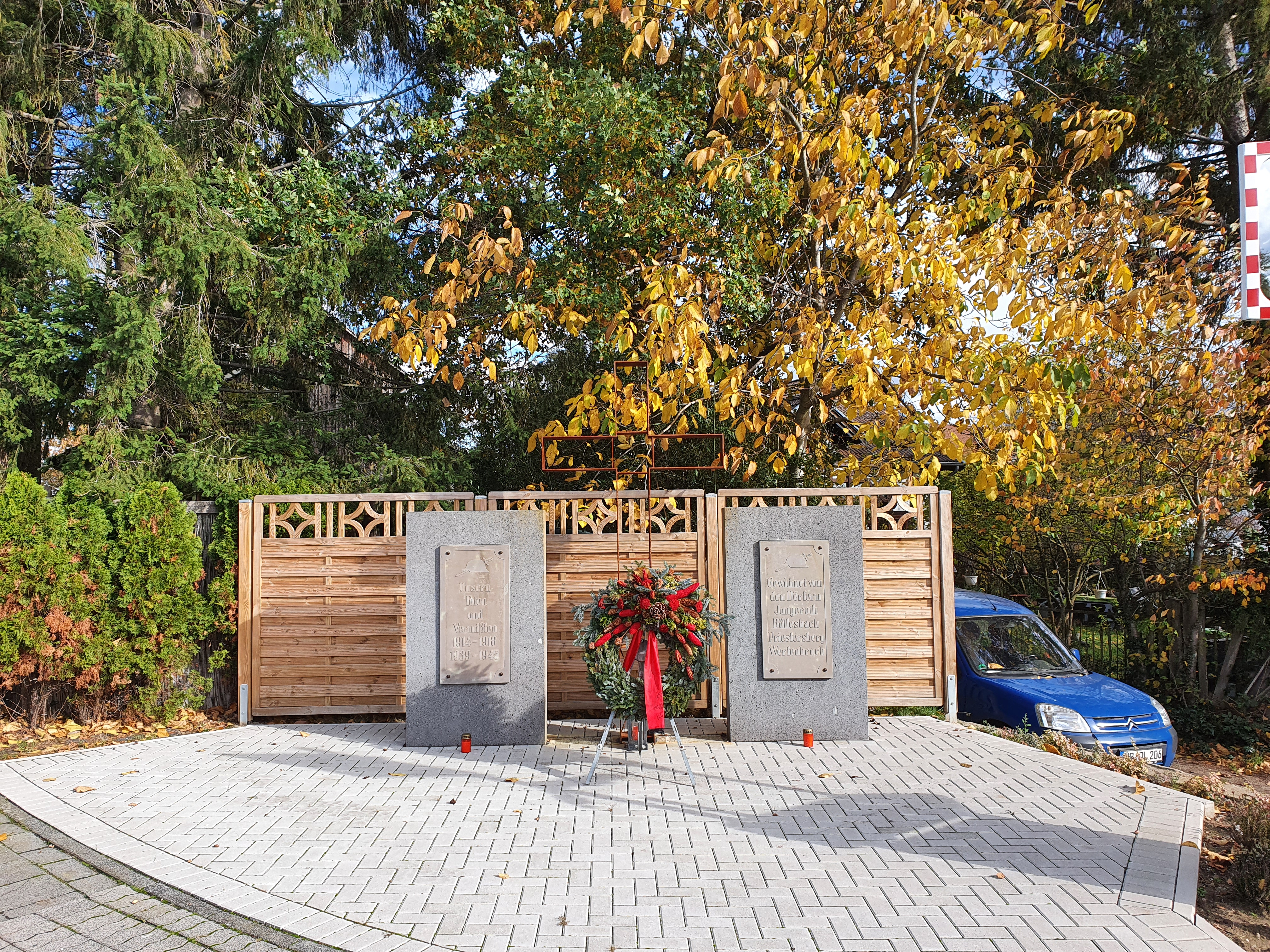
Denkmal für die Opfer des Ersten und Zweiten Weltkrieges in Kölsch-Büllesbach

Die Bürgermeisterei Asbach wurde 1927 in Amt Asbach umbenannt. Nach dem Ende des Zweiten Weltkrieges kam Büllesbach in die Französische Besatzungszone, aus deren Teil der Rheinprovinz 1946 das neue Bundesland Rheinland-Pfalz entstand. Das Amt Asbach wurde am 1. Oktober 1968 in eine Verbandsgemeinde umgewandelt und fusionierte am 7. November 1970 mit der Verbandsgemeinde Neustadt (Wied) zu der heutigen Verbandsgemeinde Asbach. Die Gemeinde Krautscheid fusionierte am 16. März 1974 mit der Gemeinde Griesenbach und einem Teil der Gemeinde Elsaff zu der neuen Gemeinde Buchholz (Westerwald), zu der Kölsch-Büllesbach seitdem gehört.
1987 zählte Kölsch-Büllesbach 465 Einwohner.

## Bildung
Seit 1930 befindet sich die Grundschule Jungeroth in Kölsch-Büllesbach. Ursprünglich wurde sie 1871 in Jungeroth errichtet, zog dann jedoch in das größere Gebäude in Büllesbach. Gegenwärtig besuchen 71 Schüler aus verschiedenen Buchholzer Ortsteilen die vier Klassen der Schule.

## Denkmäler

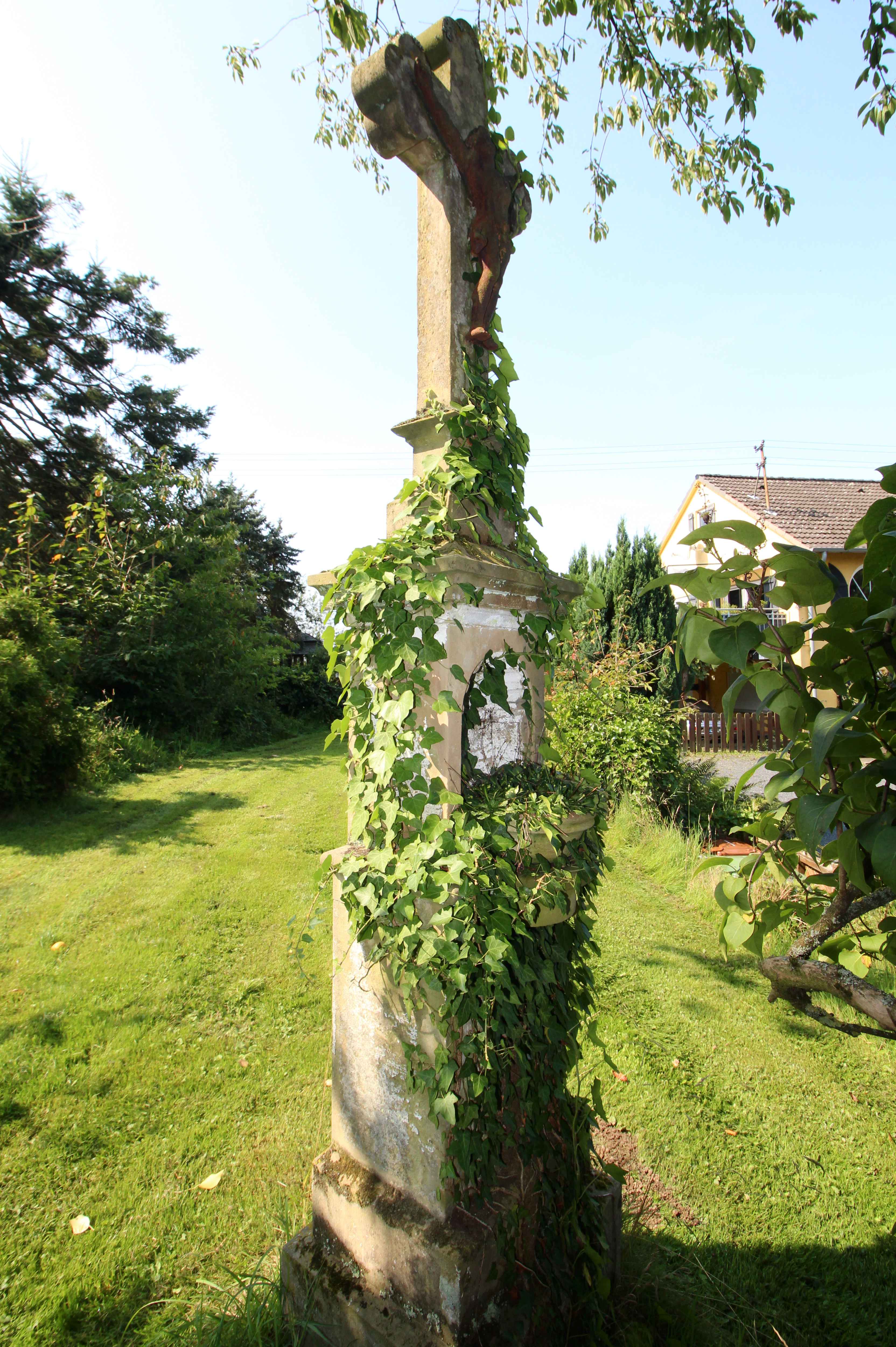
Das Wegekreuz in der Heckenstraße

In Kölsch-Büllesbach befinden sich drei Kulturdenkmäler: Ein Fachwerkhaus aus der 1. Hälfte des 19. Jahrhunderts am Heideweg 9, ein Fachwerk-Quereinhaus in der Hennefer Straße 18 (17.–19. Jh.) und ein Wegekreuz aus Sandstein gegenüber der Heckenstraße 17 (Ende 19. Jh.).

## Sport
Das örtliche Tanzcorps Grün-Weiße Funken vom Zippchen e. V. wurde 1955 gegründet und hat 110 aktive Mitglieder aller Altersklassen.  Die Tänzer treten im Rahmen des Rheinischen Karnevals und bei anderen Festivitäten auf. Seit 2007 ist der Verein auf Gardetanz spezialisiert.